# Hans Palmstierna

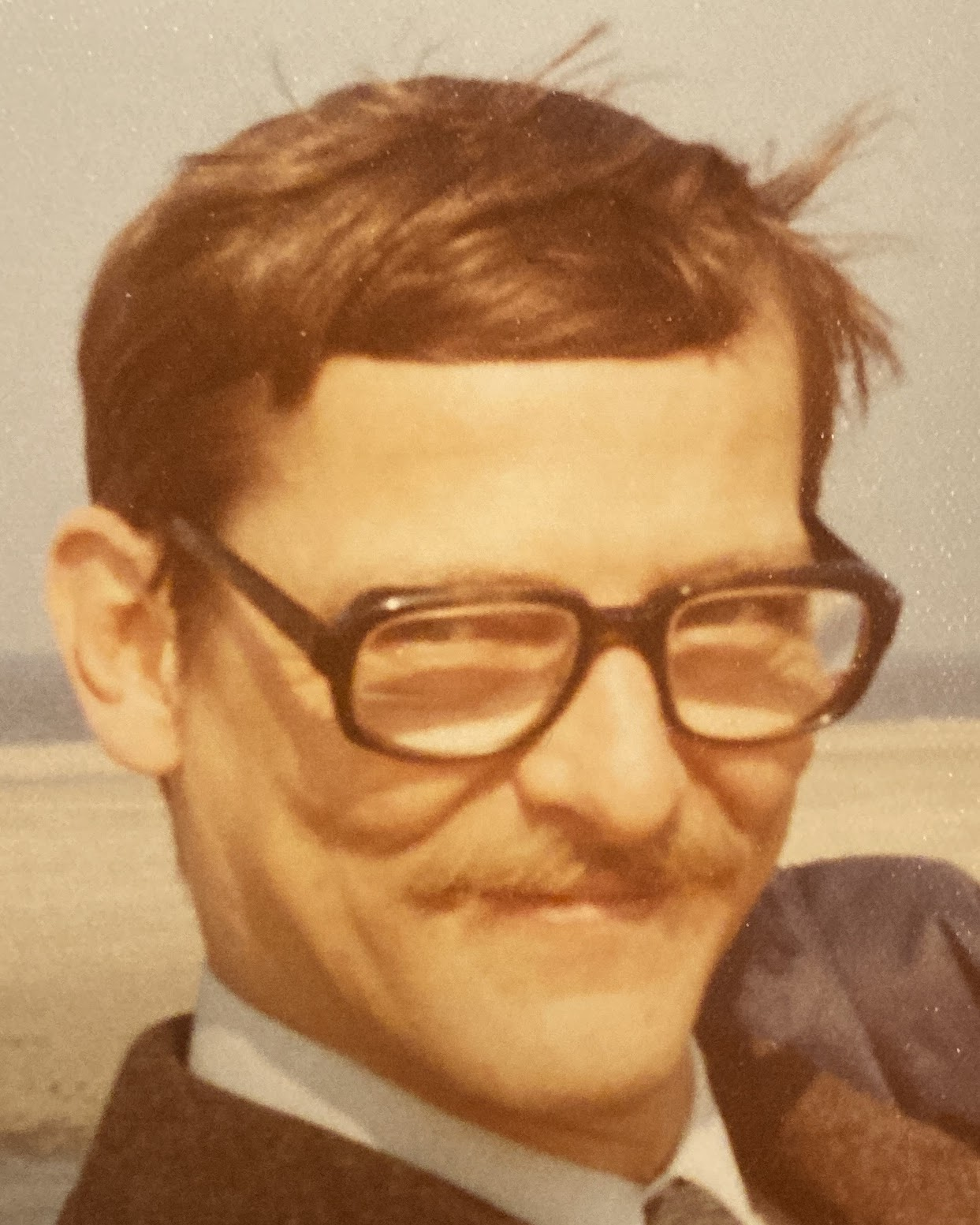
Hans Palmstierna

Hans Allan Kule Palmstierna, född 7 april 1926 i Stockholm, död 28 maj 1975 i Sundbybergs församling, var en svensk friherre, kemist och miljödebattör.

## Biografi
Hans Palmstierna var en av de första i Sverige som skrev om klimatproblemen, i boken Plundring, svält, förgiftning 1967.[källa behövs] Hans vetenskapliga gärning föll inom ämnet bakteriologisk biokemi. Han var son till överläkaren Kule Palmstierna och Vera Harriette Maria Herzog, sonson till Erik Palmstierna och bror till Gunilla Palmstierna-Weiss. Sedan han 1944 tagit studentexamen i Harderwijk i Nederländerna, tog han ytterligare en studentexamen i Stockholm 1946. Han inskrevs vid Karolinska institutet (KI) 1947, där han skulle stanna i tjugo år, senare som forskare. År 1950 blev han medicine kandidat, och hade då sedan ett år tjänst som amanuens och assistent vid kemiska institutet. År 1954 blev han biträdande lärare i kemi.
Han disputerade den 10 november 1956 med sin avhandling Studies on a glycogen-like polysaccharide in Escherichia coli B, om egenskaper hos tarmbakterien Escherichia coli. Året därefter blev han docent och chef för kemiska avdelningen vid bakteriologiska institutet. Sedan han haft olika tjänster vid KI, blev han 1962 värvad som föredragande vid Försvarets sjukvårdsstyrelse i frågor gällande biologisk krigföring, och hamnade 1963 som konsult vid Försvarets forskningsanstalt. Palmstierna lämnade försvaret 1968 för Statens naturvårdsverk och blev därefter anlitad som expert i miljöfrågor och utredningar om havsmiljön.
Den senare omsvängningen skedde efter att Palmstierna 1967 utkom med den populärvetenskapliga boken Plundring, svält, förgiftning som handlar om miljösituationen och jordens resurser, samt om människans skuld till miljöproblemen. Palmstierna menade att grundorsaken var befolkningsökningen (jämför malthusianism). Om människan skulle föröka sig snabbare än naturen hinner rena sig från den nedsmutsning som människan ger skulle livets grundförutsättningar sättas ur spel, hävdade Palmstierna. Palmstierna förordade därför samverkan mellan länder genom FN och ställde sig kritisk till privata finansiärer av forskningen.
Redan 1968 varnade Palmstierna för ett då nytt miljögift, fluorerade plaster (det som idag kallas PFAS).
År 1972 utkom han med boken Besinning där han menade att miljöproblemen kom från industrin.
För sin uppfattning att miljöproblemen endast löstes genom statligt ingripande blev Palmstierna skarpt kritiserad av redaktionen för Svensk tidskrift 1971. Vidare kritiserades hans samarbete med den socialdemokratiska regeringen, att han öppet hävdade att arbetarbarn var bättre forskare för att de var mer etiska samt att han påstod att svenska forskare var köpta av näringslivet för att smussla undan forskningsrön om hälsopåverkan.
Hans Palmstierna var pådrivande angående införande av screening efter PKU hos nyfödda och debatterade saken i pressen med framgång. En begränsad screening efter PKU infördes under Palmstierna 1965, finansierad av Scoutrörelsen och Solstickan. Han införde dessutom screening efter galaktosemi. Detta blev startskottet för PKU-registret.
Han var från 1953 gift med skulptören Lena Jovinge (1928–2011), dotter till Torsten Jovinge och Stella Falkner. Hans Palmstierna omkom 1975 i en drunkningsolycka. Han är gravsatt i minneslunden på Sundbybergs begravningsplats.

## Skrifter i urval
- Palmstierna, Hans; Palmstierna, Lena (1968). Plundring, svält, förgiftning (5:e, rev. uppl.). Stockholm: Rabén & Sjögren. Libris 8080931
- Palmstierna, Hans; Palmstierna, Lena (1969). Front mot miljöförstöringen: diskussionskurs (3:e, justerade uppl.). Stockholm: Brevskolan. Libris 952181
- Palmstierna, Hans; Palmstierna, Lena (1972). Besinning. Stockholm: Rabén & Sjögren. Libris 8349001. ISBN 91-29-48044-2
- Palmstierna, Hans (1972). The future imperative for the human environment. Executive briefing paper / United Nations Centre for Economic and Social Information, 99-1255552-X ; 7. New York: United Nations. Libris 310585
- Palmstierna, Hans (1979). Hans Palmstiernas energiartiklar i Arbetet 1973-75.. SAFE:s skriftserie, 0349-3059 ; 2. Nässjö: Socialdemokratiska arbetsgruppen för en alternativ energipolitik (SAFE). Libris 390101